# 이간 (1677년)
이간(李柬, 1677년~1727년)은 조선의 학자이다. 본관은 예안(禮安), 자는 공거(公擧), 호는 외암(巍巖)·추월헌(秋月軒)이다. 호락논쟁 시 낙론의 영수였다. 권상하(權尙夏)의 문인이다.

## 생애
송시열과 송준길의 수제자인 권상하(權尙夏)의 문인으로 그의 수제자 8인을 나타내는 강문 8학사의 한 사람으로 꼽혔다. 숙종 때 익위(翊衛)를 지냈을 뿐 강문8학사(江門八學士)의 한 사람으로 인(人)·물(物)의 성(性)은 동일하다는 인물동성론(人物同性論)을 주장하고, 한원진의 인물이성론(人物異性論)을 반대하여 인물성동이논변(人物性同異論辨)을 벌인 끝에 한원진의 호론(湖論)에 대립하는 낙론(洛論)을 형성했다. 호론이 몰락한 뒤 그의 문인들은 안동 김씨 세도가문이 집권하기 전까지 조정의 요직을 장악하였다.
순조 때 이조판서에 추증되었고, 시호는 문정(文正)이다. 저서에 《외암유고(巍巖遺稿)》, 〈미발변(未發辨)〉 등이 있다.

## 가족 관계
- 증조부 : 이진문(李振門)
- 증조모 : 파평윤씨 (진사 尹覃慶의 녀)
  - 조부 : 이박(李𤩶)- 무과, 전라우수사.
  - 조모 : 나주정씨 (선전관 鄭彦球의 녀)
    - 친아버지 : 이태정(李泰貞)- 무과, 군수.
    - 친어머니 : 전주류씨 (첨추 柳曼의 녀)
    - 양아버지 : 이태형(李泰亨)- 생원, 부호군.
    - 양어머니 : 경주이씨(사정 李濈의 녀)
      - 부인 : 파평윤씨 (윤헌(尹㦥)의 녀)
        - 장남 : 이관병(李觀炳)
        - 차남 : 이이병(李頤炳)
        - 삼남 : 이사병(李師炳)
        - 사위 : 송득상(宋得相)

      - 후배 : 파평윤씨 (윤이징(尹以徵)의 녀)
        - 사남 : 이항병(李恒炳)==> 이정병(李鼎炳)
        - 사위 : 한동(韓洞)

## 같이 보기
- 호락논쟁
- 한원진